# توبة العنبري
توبة العنبري التميمي ، تابعي، ومحدث ثقة، ووالي نيسابور والأهواز، ولد في اليمامة، وتوفي عام 131 هـ. روى له البخاري ومسلم وأبو داود والنسائي.

## سيرته
توبة العنبري، أبو المورع البصري، واسمه توبة بن أبي الأسد كيسان بن راشد ويقال توبة بن أبي راشد مولى بنى العنبر. أصله من سجستان، ومولده اليمامة، ومنشؤه بها، ثم تحول إلى البصرة، وهو مولى أيوب بن أزهر، وفد على عمر بن عبد العزيز، وولاه يوسف بن عمر الثقفي نيسابور، ثم ولاه الأهواز، ثم حبسه يوسف بن عمر، قال توبة: «عملت ليوسف بن عمر؛ فحبسني حتى لم يبق في رأسي شعرة سوداء.»، كان يوم توفي ابن 74 سنة، مات في الطاعون سنة 131 هـ.

## روايته للحديث النبوي
- روى عن: أنس بن مالك، ومورق العجلي، وعامر الشعبي، وعمر بن عبد العزيز، ومحمد بن إبراهيم بن الحارث التيمي، وأبو بردة بن أبي موسى الأشعري، وأبي العالية.
- روى عنه: شعبة بن الحجاج، وسفيان الثوري، وأبو الأشهب، وأبو بشر الدولابي، وأبو هلال الراسبي، ومطيع بن راشد، وهشام بن حسان.
- الجرح والتعديل: ذكره ابن حبان في كتاب الثقات، قال يحيى بن معين وأبو حاتم الرازي وإبراهيم بن عرعرة والنسائي: «ثقة»، وقال علي بن المديني: «له نحو ثلاثين»، قال الأزدي وحده: «توبة منكر الحديث».[1]